# 아슬라 바즈게치멤
《아슬라 바즈게치멤》(튀르키예어: Asla Vazgeçmem)는 2015년부터 2016년까지 방영된 터키의 텔레비전 드라마이다.